# Love Wedding Repeat
Love Wedding Repeat ist eine britisch-italienische Romantische Komödie von Dean Craig aus dem Jahr 2020. Es handelt sich um eine Neuverfilmung des französischen Films Plan de table von 2012.

## Handlung
Jack besucht für ein Wochenende seine in Italien lebende Schwester Hayley und verbringt dort viel Zeit mit ihrer bezaubernden Bekannten Dina. Als er kurz vor dem Rückflug allen Mut zur Anbahnung eines kleinen Abschiedskusses zusammennimmt, platzt ein längst vergessener Mitbewohner aus Studentenzeiten dazwischen und drängt ihm eine Mitfahrgelegenheit zum Flughafen auf. Eine Off-Stimme kommentiert in drastischen Worten sinngemäß, dass schon der kleinste dumme Zufall auch die größte Liebe zunichtemachen kann.
Drei Jahre später ist er auf der Hochzeit seiner Schwester mit dem Italiener Roberto. Dort erfährt er, dass Dina ebenfalls da ist und sich gerade frisch von ihrem Freund getrennt hat. Auf der Party sind auch noch seine Exfreundin Amanda mit ihrem neuen Freund Chaz, Bryan, angehender Schauspieler und Trauzeuge, der etwas verklemmte Sidney und Rebecca, die heimlich ein Auge auf Bryan geworfen hat. Sie bilden die Besetzung des englischen Tischs.
Die Hochzeit eskaliert, als Marc, ein ehemaliger Schulkamerad völlig high auf der Party auftaucht und Hayley seine Liebe gesteht. Da es Hayley nicht gelingt, ihn loszuwerden, bittet sie Jack, ihm K.O.-Tropfen ins Glas zu tun. Nach einigem Widerwillen tut er es, seiner Schwester zu Liebe. Doch die Kinder wirbeln die Platzkarten durcheinander.
Mit der neuen Sitzordnung ändern sich die Beziehungsgeflechte. Und so gelingt es Jack nur unter großen Mühen, das Gespräch mit Dina zu suchen. Gleichzeitig erwischen die K.-o.-Tropfen Bryan, der eigentlich den Regisseur Vitelli von sich überzeugen wollte. Es gelingt Jack nicht, Marc von der Party zu bewegen, tatsächlich erfährt er auch, dass Marc erst vor wenigen Tagen mit Hayley geschlafen hat.
Nach der Trauzeugenrede, die damit endet, dass der Trauzeuge völlig den Regisseur beleidigt und sich mit seinen Händen ein Stück von der Hochzeitstorte holt, geht Marc zum Mikrofon und enthüllt Hayleys Affäre. Als Roberto sie zur Rede stellt, stößt sie ihn versehentlich eine Brücke hinunter. Mitten im Fall friert der Film ein und es werden weitere mögliche Ausgänge präsentiert, je nachdem wie die Kinder die Sitzkarten verteilt haben.
In der letzten Version ist es Jack selbst, der die K.-o.-Tropfen erwischt. So versaut er zunächst seinen Flirt mit Dina und kann sich nur sehr schwer wach halten. Doch Bryan gelingt es zum einen, mit Rebecca zusammenzukommen, und beschwingt von den ersten Küssen gibt er eine erstaunliche Trauzeugenrede ab, die nicht nur Regisseur Vitelli überzeugt, sondern auch Marc davon abhält, seine Affäre mit der Braut auszuplaudern. Am Schluss kommen sich auch Dina und Jack näher.
Während des Abspanns werden Szenen aus anderen Zeitschleifen gezeigt.

## Hintergrund
Der Film basiert auf dem französischen Film Plan de Table von Christelle Raynal nach einem Drehbuch von ihr zusammen mit Francis Nief aus dem Jahr 2012. Es ist das Regiedebüt des Drehbuchautors Dean Craig, der für das Drehbuch zu Sterben für Anfänger bekannt wurde. Die britisch-italienische Produktion wurde ab dem 6. Mai 2019 in Rom gedreht. Der Film, der leicht von Und täglich grüßt das Murmeltier beeinflusst wurde, erschien am 10. April 2020 über den Streamingdienst Netflix, der die Exklusivrechte an dem Film erstand.

## Kritiken
Esther Stroh von Moviepilot bezeichnete den Film als eher zwiespältiges Vergnügen und schrieb, der Film würde sich für sie zu „keinem runden Gesamtwerk“ zusammensetzen. „Ob es letztendlich wirklich Freude bereitet, sich das anzusehen, muss am Ende jeder mit dem eigenen Humor vereinbaren. Wenn euch Fremdscham auf allen Ebenen gefällt, dann ist Netflix' Love. Wedding. Repeat definitiv der richtige Film für euch.“ Björn Becher von Filmstarts kritisierte, das es für einen Zeitschleifen-Film nur zwei Durchläufe gebe, was ihm etwas zu wenig vorkommt. Auf Film-Rezensionen.de vergab Oliver Armknecht 4 von 10 Sternen und ließ kein gutes Haar am Film: „‚Love Wedding Repeat‘ versucht sich als Liebeskomödie über Zufälle und verpasste Chancen, ist aber letztendlich weder komisch noch romantisch. Vielmehr fällt das hier durch grausame Witze und lange Phasen der Langeweile auf.“